# Casa de Henry B. Tompkins
La Casa Henry B. Tompkins es una casa histórica en Atlanta, Georgia, Estados Unidos .La casa está en West Wesley Road en el vecindario de Peachtree Heights West, un área con muchas otras propiedades históricas. Construido en 1922, fue diseñado por Neel Reid y está incluido en el Registro Nacional de Lugares Históricos. 
La casa mantuvo su apariencia exterior original con estuco gris hasta 2010, cuando el Atlanta Journal-Constitution informó que había sido pintada de color naranja brillante.